# Известковый (Хабаровский край)
Известко́вый — посёлок в Амурском районе Хабаровского края. Входит в состав Падалинского сельского поселения.

## География
Посёлок находится на железнодорожной линии Волочаевка II — Комсомольск-на-Амуре между селом Падали и посёлком Малмыж.

## Население
| 1992 | 2002  | 2010  | 2011  | 2012  | 2021  |
| ---- | ----- | ----- | ----- | ----- | ----- |
| 1900 | ↘1890 | ↘1574 | ↘1563 | ↘1536 | ↘1301 |

## Улицы
| - пер. Берёзовый, - ул. Вокзальная, - пер. Восточный, - ул. Гаражная, - ул. Железнодорожная, | - ул. Ключевая, - ул. Лесная, - ул. Молодёжная, - ул. Нагорная, - ул. Новая, | - ул. Станционная, - ул. Таёжная, - ул. Центральная, - ул. Школьная, - ул. Юбилейная. |